# Diander
El Diander (o Jander) és una antiga província del regne del Cayor (Senegal).
El territori s'estenia entre Kayar (60 km al nord de Dakar) i el riu Somone (80 km al sud de Dakar). Fou incorporat al districte de Gorée el 1859; el damel (rei) del Cayor hi va renunciar definitivament el 1861.
Els habitants eren principalment lebous, molt lligats a la comunitat de la península del Cap Verd, però els sereres hi vivien igualment.